# Iglesia (Aranga)
Iglesia (llamado oficialmente A Igrexa) es un lugar español situado en la parroquia de Aranga, del municipio de Aranga, en la provincia de La Coruña, Galicia.

## Demografía
| Gráfica de evolución demográfica de Iglesia entre 2000 y 2022 |
|                                                               |
| Datos según el nomenclátor publicado por el INE.              |